# NGC 2655

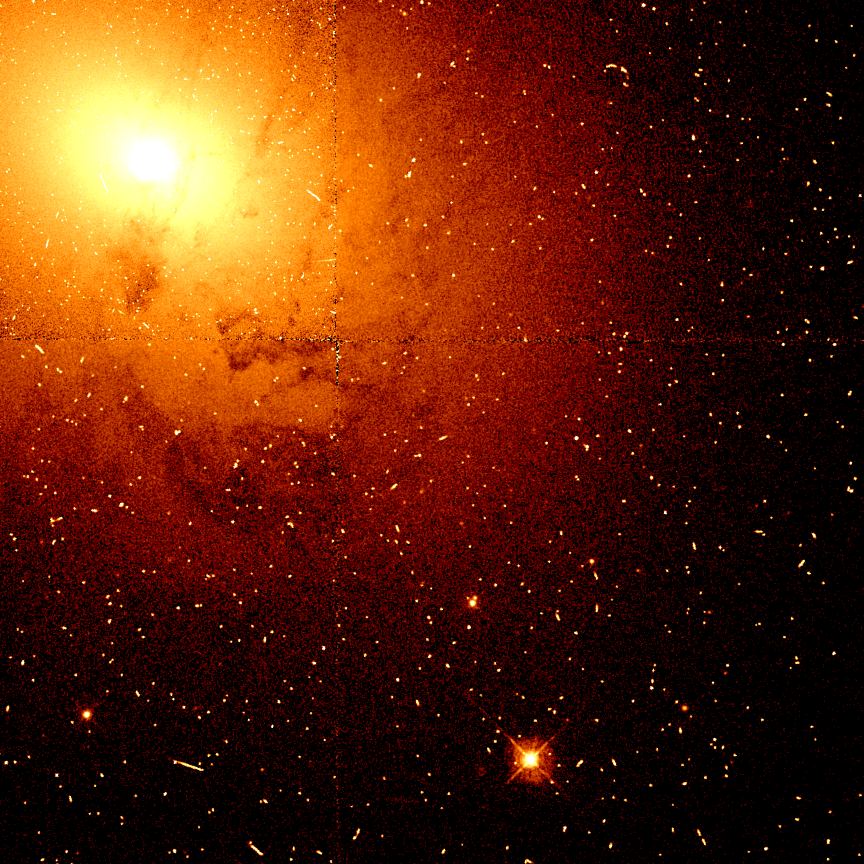
NGC 2655 - particolare del centro galattico (Telescopio spaziale Hubble)

NGC 2655 è una galassia lenticolare situata nella costellazione della Giraffa alla distanza di 63 milioni di anni luce dalla Terra ed è membro dell'omonimo gruppo di galassie NGC 2655.
È una galassia di Seyfert, un tipo di galassie con nucleo galattico attivo con righe spettrali caratteristiche per la presenza di gas ad alta ionizzazione. La galassia presenta nel centro strie di polvere a disposizione asimmetrica, bracci di marea, grandi quantità di gas di idrogeno neutro e probabilmente vi è stato un recente evento di fusione con un'altra galassia. Anzi, dall'insieme delle caratteristiche di NGC 2655, si è avanzata l'ipotesi che la galassia abbia avuto vari episodi di fusione con altre galassie. Allo studio nella banda dell'infrarosso è stata evidenziata la presenza di una debole barra centrale. Una scia di gas è indirizzata versa la vicina piccola galassia UGC 4714.
Il diametro di NGC 2655 è maggiore di quello della Via Lattea, raggiungendo circa 195.000 anni luce. NGC 2655 è il membro più luminoso del gruppo di NGC 2655 che contiene, tra le altre, le galassie NGC 2715, NGC 2591 e NGC 2748. Nel 2011 è stata osservata la supernova SN2011B, una supernova di tipo Ia con picco di magnitudine di 12,8.